# Longa Marcha 1

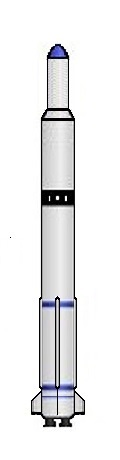
O foguete Longa Marcha 1.

Longa Marcha 1 (长征一号), ou Changzheng-1 (CZ-1), é o primeiro membro da família de foguetes chineses Longa Marcha.

## História
Os estudos sobre o modelo Longa Marcha 1, tiveram início em 1965. Era um foguete de 3 estágios, sendo os dois primeiros baseados nos do míssil DF-4, sendo os dois primeiros movidos a combustível líquido e o terceiro, movido a combustível sólido. Seu segundo voo, colocou o primeiro satélite chinês em órbita, o Dong Fang Hong 1, em 24 de Abril de 1970. Ele efetuou apenas três voos até 3 de Março de 1971 quando foi abandonado.

## Características
As principais características do Longa Marcha 1, são:
- Estágios: 3
- Tamanho total: 29,86 m
  - 1o estágio: 17,84 m
  - 2o estágio: 5,35 m
  - 3o estágio: 3,95 m
- Diâmetro: 
  - 1o estágio: 2,25 m
  - 2o estágio: 2,25 m
  - 3o estágio: 0,77 m
- Peso na decolagem: 81.310 kg
  - 1o estágio: 64.100 kg
    - Combustível: 61.070 kg

  - 2o estágio: 15.000 kg
    - Combustível: 11.210 kg

  - 3o estágio: 2.050 kg
    - Combustível: 1.800 kg
- Empuxo na decolagem: 1.020 kN
- Carga útil para LEO: 300 kg
- Apogeu: 440 km

## Histórico de lançamentos
| Voo | Data                  | Plataforma de lançamento                               | Carga | Resultado | Notas                           |
| --- | --------------------- | ------------------------------------------------------ | ----- | --------- | ------------------------------- |
| 1   | 10 de janeiro de 1970 | Centro de Lançamento de Satélite de Jiuquan, LC-2/5020 | N/A   | Êxito     | Voo de teste, suborbital.       |
| 2   | 24 de abril de 1970   | Centro de Lançamento de Satélite de Jiuquan, LC-2/5020 | DFH-1 | Êxito     | Primeiro voo orbital.           |
| 3   | 3 de março de 1971    | Centro de Lançamento de Satélite de Jiuquan, LC-2/5020 | SJ-1  | Êxito     | Último voo de um Longa Marcha 1 |